# Hügelgräberheide am Wiesengrund
Die Hügelgräberheide am Wiesengrund ist ein Naturschutzgebiet in der niedersächsischen Gemeinde Groß Berßen in der Samtgemeinde Sögel im Landkreis Emsland.
Das Naturschutzgebiet mit dem Kennzeichen NSG WE 281 ist 3,12 Hektar groß. Es steht seit dem 21. Dezember 2013 unter Naturschutz. In dem Naturschutzgebiet ist das Naturdenkmal „Heidefläche mit Steingrab und Hügelgräbern (Brutsteine)“ aufgegangen. Zuständige untere Naturschutzbehörde ist der Landkreis Emsland.
Das Naturschutzgebiet liegt nördlich von Groß Berßen im Süden des Hümmlings und stellt eine Sandheidelandschaft auf einem Hügelgräberfeld unter Schutz. Das Gebiet ist von einer Wallhecke umgeben und grenzt nahezu vollständig an landwirtschaftliche Nutzflächen. Im Norden grenzt das Naturschutzgebiet an einen befestigten Feldweg.
Der nördliche, rund 2 Hektar große Bereich des Naturschutzgebietes wird von einer Heidefläche mit eingestreuten Bäumen und Sträuchern geprägt. Hier befinden sich mehrere urgeschichtliche Gräber, die teilweise als deutliche Erhebungen in der Landschaft zu erkennen sind. Dieser Bereich wird vom Verein „Land Unter“, der sich u. a. dem Natur- und Artenschutz und der Erhaltung des Bentheimer Landschafes als alte Hausschafrasse widmet, beweidet. Der südliche Bereich des Naturschutzgebietes ist stärker bewaldet. Hier befinden sich die Reste des Großsteingrabes „Brutsteene“ (Sprockhoff-#855), ein etwa 30 Meter langes und 6 Meter breites Hünenbett.